# Festival international du film de Hof

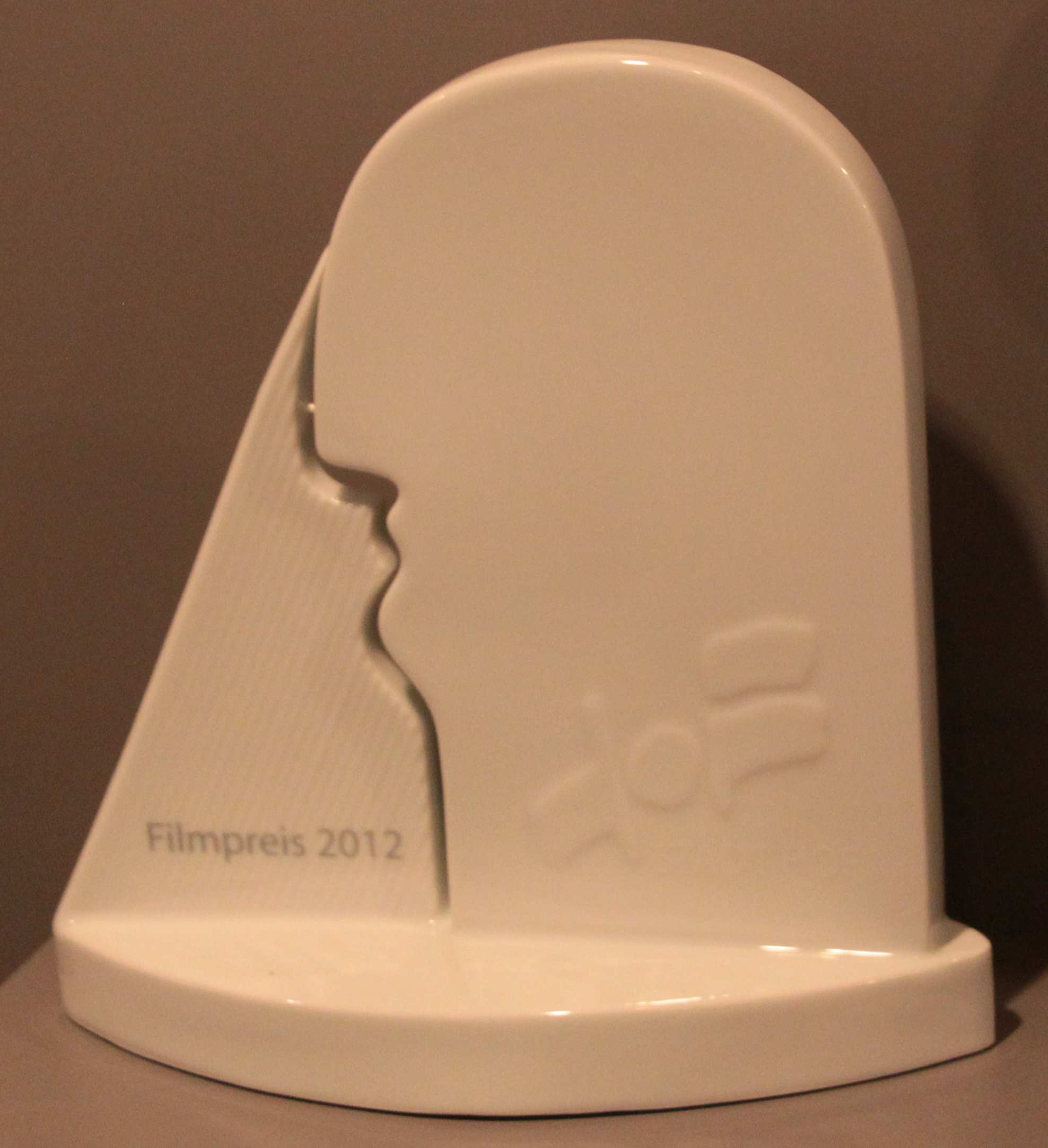
Prix de la ville de Hof.

Le Festival international du film de Hof (Internationale Hofer Filmtage) est un festival de cinéma se déroulant chaque année en octobre à Hof-sur-Saale en Bavière. Il a été fondé en 1963 et attire chaque année environ 30 000 visiteurs.
Le Festival remet plusieurs prix :
- Prix du nouveau cinéma allemand (Förderpreis Neues Deutsches Kino)
- Prix de la ville de Hof (Filmpreis der Stadt Hof)
- Médaille d'or de Hof (Hofer Goldpreis)
- Prix du jeune producteur VGF
- Prix Hans Vogt
- Prix Granite du documentaire
- Prix Bild-Kunst